# Cyril Takayama
Cyril Takayana (sinh ngày 27 tháng 11 năm 1973) là một ảo thuật gia người Mỹ-Nhật Bản gốc Pháp. Cyril nổi tiếng nhất là biểu diễn ảo thuật tại Nhật Bản.

## Tiểu sử
Cyril Takayama sinh ra và lớn lên ở California, Hoa Kỳ. Cha của Cyril là một người Nhật đến từ Okinawa, Nhật Bản trong khi đó mẹ anh là người Pháp-Morocco, cả hai đều là người có chuyên môn về sắc đẹp. Cyril Takayama đã có một cuộc sống sôi nổi nhưng gặp đầy khó khăn. Trong báo Magic (Tạp chí dành cho các Ảo thuật gia) có nói đến việc Cyril bị trục xuất khỏi trường học vào năm 15 tuổi và sau đó bỏ học ở tuổi 16. Cha của anh đã rất thất vọng về những hành vi của con trai mình nên đã gửi anh đến Nhật Bản. Trong khi đi du lịch, Cyril đã ra khỏi máy bay ở một trạm dừng tại Tokyo và không bao giờ trở lại. Cyril bắt đầu công việc bằng nghề hát rong trên đường phố ở Shinjuku, lúc đó anh chỉ có tiền để ăn một bữa một ngày. Anh đã cố gắng liên hệ với giới Ảo thuật gia Nhật Bản mặc dù họ xem anh như người ngoài cuộc. Đến tuổi 17, Cyril đã gặp một thương nhân giàu có người Nhật Bản người đã nhìn thấy tài năng của anh và thuê Cyril làm việc trong khách sạn của mình 4 - 5 ngày một tuần. Trong hai năm Cyril đã biểu diễn ảo thuật trong nhiều đám cưới & tiệc. Trong vòng hai tháng Cyril tạo show riêng cho mình. Ito đã ấn tượng với sự tiến bộ của Cyril, đã gửi Cyril đến hội đồng Ảo thuật gia và những cuộc thi Ảo thuật. Năm 1991, Cyril bắt đầu sự cống hiến cho Ảo thuật của mình. Anh nhận giải thưởng cao nhất của Liên đoàn Ảo thuật quốc tế (the International Federation of Magic Societies) vào năm 1994. Năm 1992, anh gia nhập Tổ chức Ảo thuật hữu nghị quốc tế (International Brotherhood of Magicians). Năm 2001, anh và cộng sự của mình - Jane - thắng giải Sư Tử Vàng (the Golden Lion Award) ở Siegfried và Hội thảo Ảo thuật thế giới (Roy’s World Magic Seminar) ở Las Vegas. Anh còn là diễn viên của series phim ngắn T.H.E.M (2004). Năm 2007 anh giành giải nhất trong Giải thưởng Magic Woods The Magic Woods Awards, với danh hiệu Ảo thuật gia xuất sắc nhất.

## Công việc
Cyril yêu thích Ảo thuật khi anh chỉ sáu tuổi, lúc đó anh đã đến một buổi trình diễn Ảo thuật ở Las Vegas nơi anh thấy một nhà ảo thuật tự cắt mình ra làm hai. Lần đầu tiên Cyril biểu diễn ảo thuật trước đám đông là trong Show Diễn Tài Năng ở trường trung học. Ở tuổi 12, anh tham gia vào chương trình học cơ sở tại Lâu đài Ảo Thuật ở Hollywood.